# 共产主义马克思主义党 (约翰)
共产主义马克思主义党（英語：Communist Marxist Party）是印度的一个共产主义政党。2014年3月，共产主义马克思主义党分裂为两个党，都继续以“共产主义马克思主义党”为名，其中一个由Cheruvathoor Poulose·约翰领导，主张继续参加印度国民大会党领导的喀拉拉邦政党联盟联合民主阵线（另一个是共产主义马克思主义党 (阿拉温达克尚)，于2019年并入印度共产党（马克思主义））。该党的意识形态是共产主义、马克思主义。该党的政治立场是左翼。该党曾是印度共产主义者和民主社会主义者联盟的成员。